# ستيفن دانيال
ستيفن دانيال (بالإنجليزية: Stephen H. Daniel)‏ هو فيلسوف أمريكي، ولد في 9 يونيو 1950 في ساليسبري في الولايات المتحدة.